# Championnats du monde de paratriathlon 2017
Navigation
Édition précédente Édition suivante
Les championnats du monde de paratriathlon 2017 se déroulent le 15 septembre 2017 à Rotterdam aux Pays-Bas. La rencontre mondial est intégrée au  programme de la grande finale des séries mondiales de triathlon. Les paratriathlètes s'affrontent sur la distance sprint (750 m de natation, 20 km de vélo et 10 km de course à pied) selon une nouvelle catégorisation spécifique à leurs handicaps. Chaque catégorie décernant le titre de champion du monde de paratriathlon correspondant après une épreuve mixte et un classement différencié des paratriathlètes féminins et masculins.

## Organisation
Le championnat du monde de paratriathlon 2017 est organisée par la Fédération néerlandaise de triathlon (NTB).

## Palmarès
Tableaux des podiums du championnat 2017.
| Médaille           | PTHC               | PTS2            | PTS3           | PTS4                | PTS5               | PTVI                |
| ------------------ | ------------------ | --------------- | -------------- | ------------------- | ------------------ | ------------------- |
| Médaille d'or      | Jetze Plat H2      | Andrew Lewis    | Daniel Molina  | Alexis Hanquinquant | Stefan Daniel      | Dave Ellis B3       |
| Médaille d'argent  | Geert Schipper H2  | Mark Barr       | Justin Godfrey | Steven Crowley      | Jairo Ruiz López   | Aaron Scheidies B2  |
| Médaille de bronze | Joseph Townsend H2 | Stéphane Bahier | Max Gelhaar    | Jamie Brown         | Christopher Hammer | Vasyl Zakrevskyi B1 |

| Médaille           | PTHC               | PTS2         | PTS3             | PTS4             | PTS5             | PTVI                |
| ------------------ | ------------------ | ------------ | ---------------- | ---------------- | ---------------- | ------------------- |
| Médaille d'or      | Emily Tapp H1      | Liisa Lilja  | Élise Marc       | Mami Tani        | Grace Norman     | Katie Kelly B3      |
| Médaille d'argent  | Jade Jones H2      | Allysa Seely | Anna Plotnikova  | Sally Pilbeam    | Lauren Steadman  | Susana Rodríguez B2 |
| Médaille de bronze | Eva María Moral H1 | Fran Brown   | Maike Hausberger | Patricia Collins | Gwladys Lemoussu | Melissa Reid B3     |